# Fed Cup 2016 Wereldgroep I
De Fed Cup 2016 Wereldgroep I is het hoogste niveau van de Fed Cup 2016.

## Deelnemers
Acht landen namen deel aan Wereldgroep I:
| geplaatst | geplaatst | geplaatst                                                                        | ongeplaatst (geloot) | ongeplaatst (geloot)                                                             |
| nr.       | land      | speelsters                                                                       | land                 | speelsters                                                                       |
| --------- | --------- | -------------------------------------------------------------------------------- | -------------------- | -------------------------------------------------------------------------------- |
| 1.        | Tsjechië  | Denisa Allertová Lucie Hradecká Petra Kvitová Karolína Plíšková Barbora Strýcová | Roemenië             | Simona Halep Andreea Mitu Monica Niculescu Raluca Olaru                          |
| 2.        | Rusland   | Darja Kasatkina Svetlana Koeznetsova Jekaterina Makarova Maria Sjarapova         | Nederland            | Kiki Bertens Cindy Burger Richèl Hogenkamp Arantxa Rus                           |
| 3.        | Italië    | Martina Caregaro Sara Errani Camila Giorgi Francesca Schiavone                   | Frankrijk            | Alizé Cornet Océane Dodin Caroline Garcia Kristina Mladenovic Pauline Parmentier |
| 4.        | Duitsland | Annika Beck Anna-Lena Grönefeld Angelique Kerber Andrea Petković                 | Zwitserland          | Timea Bacsinszky Belinda Bencic Viktorija Golubic Martina Hingis                 |

## Reglement
Het ITF Fed Cup comité bepaalt welke vier landen geplaatst worden. De winnaar van vorig jaar wordt het eerste reekshoofd; de finaleverliezer het tweede. Het derde en het vierde reekshoofd worden vastgesteld aan de hand van de ITF Fed Cup Nations Ranking. De tegenstanders van de geplaatste landen worden door loting bepaald. Welk land thuis speelt, hangt af van hun vorige ontmoeting (om de andere), dan wel wordt door loting bepaald als zij niet eerder tegen elkaar speelden. Een landenwedstrijd bestaat uit (maximaal) vijf "rubbers": vier enkelspelpartijen en een dubbelspelpartij. Het land dat drie "rubbers" wint, is de winnaar van de landenwedstrijd.
De vier landen die in de eerste ronde winnen, strijden via een halve finale en de finale om de titel.
De vier landen die in de eerste ronde verliezen, krijgen een kans om zich te behoeden voor degradatie naar Wereldgroep II. Zij doen dat door deel te nemen aan de Wereldgroep I play-offs.

## Toernooischema
|  | eerste ronde 6 en 7 februari    | eerste ronde 6 en 7 februari |                                 |   | halve finale 16 en 17 april | halve finale 16 en 17 april |  |  | finale 12 en 13 november | finale 12 en 13 november |
|  |                                 |                              |                                 |   |                             |                             |  |  |                          |                          |
|  |                                 |                              |                                 |   |                             |                             |  |  |                          |                          |
|  | Marseille (hardcourt, binnen)   |                              |                                 |   |                             |                             |  |  |                          |                          |
|  |                                 |                              |                                 |   |                             |                             |  |  |                          |                          |
|  | Frankrijk                       | 4                            |                                 |   |                             |                             |  |  |                          |                          |
|  | Frankrijk                       | 4                            | Trélazé (gravel, binnen)        |   |                             |                             |  |  |                          |                          |
|  | Italië (3)                      | 1                            |                                 |   |                             |                             |  |  |                          |                          |
|  | Italië (3)                      | 1                            | Frankrijk                       | 3 |                             |                             |  |  |                          |                          |
|  | Moskou (hardcourt, binnen)      |                              | Frankrijk                       | 3 |                             |                             |  |  |                          |                          |
|  |                                 | Nederland                    | 2                               |   |                             |                             |  |  |                          |                          |
|  | Rusland (2)                     | Nederland                    | 2                               | 1 |                             |                             |  |  |                          |                          |
|  | Rusland (2)                     |                              | Straatsburg (hardcourt, binnen) | 1 |                             |                             |  |  |                          |                          |
|  | Nederland                       | 3                            |                                 |   |                             |                             |  |  |                          |                          |
|  | Nederland                       | 3                            | Frankrijk                       | 2 |                             |                             |  |  |                          |                          |
|  | Leipzig (hardcourt, binnen)     |                              | Frankrijk                       | 2 |                             |                             |  |  |                          |                          |
|  |                                 | Tsjechië (1)                 | 3                               |   |                             |                             |  |  |                          |                          |
|  | Duitsland (4)                   | Tsjechië (1)                 | 3                               | 2 |                             |                             |  |  |                          |                          |
|  | Duitsland (4)                   | Luzern (hardcourt, binnen)   |                                 | 2 |                             |                             |  |  |                          |                          |
|  | Zwitserland                     | 3                            |                                 |   |                             |                             |  |  |                          |                          |
|  | Zwitserland                     | 3                            | Zwitserland                     | 2 |                             |                             |  |  |                          |                          |
|  | Cluj-Napoca (hardcourt, binnen) |                              | Zwitserland                     | 2 |                             |                             |  |  |                          |                          |
|  |                                 | Tsjechië (1)                 | 3                               |   |                             |                             |  |  |                          |                          |
|  | Roemenië                        | Tsjechië (1)                 | 3                               | 2 |                             |                             |  |  |                          |                          |
|  | Roemenië                        |                              |                                 | 2 |                             |                             |  |  |                          |                          |
|  | Tsjechië (1)                    | 3                            |                                 |   |                             |                             |  |  |                          |                          |
|  | Tsjechië (1)                    | 3                            |                                 |   |                             |                             |  |  |                          |                          |

Eerstgenoemd team speelde thuis.

### Resultaat
- Het toernooi werd gewonnen door Tsjechië, dat in de finale Frankrijk versloeg met 3–2. De enkelspelpartij tussen Karolína Plíšková en Kristina Mladenovic werd, met 3 uur en 48 minuten, de langste finalepartij ooit in de Fed Cup – de derde set (die alleen al 2u24m duurde) eindigde met 16–14 in het voordeel van de Tsjechische. Caroline Garcia won haar beide enkelspelpartijen. Nadat Barbora Strýcová de enkelspelachterstand had gelijkgetrokken tot 2–2, wist zij meteen daarna met Karolína Plíšková aan haar zijde de beslissende dubbelspelpartij op naam van Tsjechië te schrijven. (Vergelijk dit met de finaledag in Birmingham, eerder dit jaar.)
- Frankrijk, Nederland, Tsjechië en Zwitserland mogen ook het volgend jaar meedoen met Wereldgroep I.
- Duitsland, Italië, Roemenië en Rusland gingen naar de Wereldgroep I play-offs.